# Steve Reinke
Steve Reinke (nascut el 5 de juny de 1963 a Eganville, Ontario) és un escriptor i videoartista canadenc que viu i treballa a Chicago i és conegut sobretot pels seus treballs en vídeo.
La seva obra es pot definir com a filosòfica i irreverent; de vegades conté pornografia explícita i presenta una iconografia del món gai. Reinke sol emprar el format d'assaig personal per donar la seva visió sobre temes controvertits, com ara: el sexe, la malaltia, la mort, la veritat o les teories de la percepció visual. Analitza (o transgredeix) aquests conceptes amb ironia i cert cinisme, sense veure's limitat per cap condicionant o prejudici en l'àmbit social o cultural.
Obres seves es troben en moltes col·leccions incloent el Museu d'Art Modern de Nova York (MoMA), el Centre Nacional d'Art i Cultura Georges Pompidou de París i la Galeria Nacional del Canadà (Ottawa), mentre que les seves pel·lícules han estat projectades en festivals com Sundance, el Festival Internacional de Curmetrages d'Oberhausen o el Festival de Vídeo de Nova York. El 2006 va rebre el premi Bell Canada en videoart i en el 2014 va ser inclòs en el Whitney Biennial, en col·laboració amb l'artista nord-americà Jessie Mott.

## Biografia
Stephen P. Reinke neix a Eganville, Ontario (Canadà). El 1986 va obtenir la llicenciatura en belles arts per la Universitat de York. El 1993, va obtenir un màster en belles arts (Arts Visuals) pel Nova Scotia College of Art and Design. Ha estat professor ajudant en el camp de les belles arts i de l'audiovisual a la Universitat de Western Ontario (1997 - 1999), a l'Institut de les Arts de Califòrnia (1999 - 2000), a la Universitat d'Illinois (2000 - 2005) i a la Universitat de Wisconsin (2005-2006). Des del 2006 imparteix Teoria de l'art com a professor associat a la Universitat Northwestern a la ciutat de Chicago. És membre de la Society for Cinema and Media Studies i del College Art Association of America.

## Context
Steve Reinke és un dels artistes que fan servir el vídeo per a contar el que duen a dins. Plasmen les seves pors i debilitats, la vida que tenen o la que voldrien tenir i reinventen i recombinen els conceptes de la realitat dels nostres dies experimentant amb el llenguatge audiovisual. En un gènere entre la ficció i el documental, les històries íntimes que ens traslladen a través del vídeo són una extensió de la literatura i ens donen una visió personal d'idees de la nostra realitat. Altres artistes en aquesta línia són Jana Leo, Sadie Benning, Joe Gibbons i Iñaki Álvarez.

## Obra
Reinke té una obra molt prolífica que comprèn la literatura, el vídeo, així com altres diverses àrees de les Belles Arts.

### Obra com a videoartista
Va irrompre en el món de l'art amb la seva primera pel·lícula, "The Hundred Videos" (289 min., 1989 - 1996), que va establir un nou estàndard per al media art canadenc. L'artista es va proposar tenir enllestits cent vídeos abans del seu trenta-sis aniversari, i ho va aconseguir abans de temps. Durant quasi cinc hores, es mostren un recull d'algunes preocupacions de la societat dels 90 i de les seves pròpies (com la mentida, la identitat, la sexualitat, el desitj, el cos, la joventut, la mort o la sida). Tampoc deixa de banda altres temes com la literatura, l'art o la ciència. També qüestiona la veracitat del gènere cinematogràfic del documental. L'autor, que fa de narrador, empra les seves paraules -i de vegades text o música- amb ironia i intel·ligència per a manipular i transformar el significat de les imatges que es mostren (juga amb el llenguatge i qüestiona la forma en què les paraules es corresponen amb el seu significat).
Tot seguit va realitzar "Interim Videos" (183 min., 1996 - 2002). Es tracta de catorze vídeos (amb una duració d'entre 5 i 26 min.) on l'autor continua explorant els temes que l'inquieten (amb una temàtica similar a la del treball anterior) en format documental i, de vegades, autobiogràfic. També juga amb la relació entre el significat de les paraules i l'espai físic que ocupen. En alguns dels vídeos apareixen animacions digitals.
Un parell d'anys després, ens trobem amb "Final Thoughts, Series One" (81,5 min., 2004 - 2007). En aquest cas es tracta d'un conjunt de nou vídeos creats a partir de fragments de texts, dibuixos, imatges i d'altres vídeos. El treball torna a ser una reminiscència de "The hundred vídeos". Es pot interpretar com la suma de la seva feina com a "artista jove".
Més recentment, cal citar "The Tiny Ventriloquist" (56,5 min., 2009 - 2012). Aquí tenim catorze treballs alguns dels quals han estat realitzats en col·laboració amb altres artistes com Dani Leventhal, John Marriott, Jessie Mott i James Richards. Tornant a fer de narrador i amb el seu característic humor, connecta diversos enfocaments estilístics i es posa a prova descartant moltes opinions, postures i ideologies. Posteriorment, en "Rib Gets In the Way: Final Thoughts Series Three" (53 min., 2014), també narrat en primera persona amb el seu estil i en format d'assaig personal, tracta altra vegada temes com la mort, el cos i la materialització del treball de la vida d'una persona. Actualment, any 2016, està treballant en "The Genital is Superfluous: Final Thoughts Series Four". Aquesta obra estarà composta per un conjunt de vídeos dels quals ja ha presentat "A Boy Needs A Friend".

### Obra literària
El 1997 publicà "By the Skin of the Tongues: Artist Video Scripts" (coeditat amb Nelson Henricks), on presenta una antologia de disset vídeos i guions cinematogràfics i vuit assajos d'alguns dels principals referents del media art canadenc. L'any 2000 aparegué "Lux: A Decade of Artists' Film and Video" (coeditat amb Tom Taylor), obra en la qual s'analitzen treballs d'artistes canadencs i internacionals en cinema i vídeo experimental en la dècada dels 90. Posteriorment, el 2004, es va publicar "Everybody Loves Nothing: Video 1996 - 2004", on l'autor mostra els seus guions des de 1996 acompanyats de nombroses instantànies il·lustratives. A més, en aquest llibre, una entrevista amb el realitzador Mike Hoolboom ens ofereix una visió general de la temàtica de l'obra de Reinke i de les seves ambicions. Tot seguit, el 2005, va aparèixer "The Sharpest Point: Animation at the End of Cinema" (coeditat amb Chris Gehman). Aquesta obra recull assajos crítics i treballs d'artistes independents que serveixen per a presentar l'estat actual de l'animació. Sis anys després, el 2011, va aparèixer "Blast Counterblast" (coeditat amb Anthony Elms), un estudi sobre com interactuen els intel·lectuals. I finalment, el 2011 també, ens trobem amb "The Shimmering Beast", que agrupa les seves millors peces de prosa.

### Altres treballs
A part dels vídeos i dels llibres que ja s'han citat, Reinke és un artista multidisciplinari amb una obra molt extensa. Entre el 2010 i el 2012 va fer diversos brodats (que en la seva pàgina personal podem veure que titula indistintament amb el nom de "Needle Work"). Per altra banda, té dibuixos en tinta sobre paper (que torna a anomenar amb el mateix nom de "Some Drawings" i que va realitzar entre el 2008 i el 2012). També trobem diversos collages digitals com "The American Military Casualties of the Second Gulf War for Whom Photographs Were Available as of November 6, 2006 Arranged by Attractiveness" (2007) que va ser imprès amb una impressora d'injecció i on es mostren fotografies de militars que participaren en la Segona Guerra del Golf. En aquest mateix format tenim "No Means / All Ends" (2007) i "Family (Mother & Child / Ancestor)" (2006). A més a més, ha fet incursions en la pintura sobre fotografia; exemples serien "Guernica" (2005) i "Elaborated Frames" (2005). Finalment, s'ha endinsat en el camp de la fotografia ("Dermaboy", 1996), en el de les instal·lacions ("Treehouse", 1998) i fins i tot en el de l'àudio ("Horn House", 2007).

## Influències
Reinke afirma en una entrevista amb Mike Hoolboom que a l'inici de la seva obra literària se sentia influït -a nivell d'estil i sensibilitat- per Michael Ondaatje, Christopher Dewdney, Margaret Atwood i Marie-Claire Blais. Per la banda dels vídeos, confesa a Hoolboom que Vito Acconci és central en la seva obra. En alguns dels seus treballs també reconeix com a font d'inspiració al director estatunidenc de cinema underground George Kuchar.

## Exposicions[7][27]

### Individuals
2011: "The Root Problem of the World", Birch Libralato, Toronto (Canadà).
2010: "The Tiny Ventriloquist", Gallery 400, Chicago (EUA).
2009: "Boy", Argos, Brussel·les (Bèlgica).
2007: "Hobbit Love is The Greatest Love", Birch Libralato, Toronto (Canadà).
2000: "The hundred videos", PEER, Londres (Regne Unit).
1998: "Collected Portable Works: Videos, Books & Drawings", Argos and Etablissement d'En Face, Brussel·les (Bèlgica).
1997: "The hundred videos", The Power Plant, Toronto (Canadà).

### Col·lectives
2015: "Giving Up the Ghost Arxivat 2016-04-20 a Wayback Machine.", Transmission Gallery de Glasgow (Escòcia).
2015: "Rum, Sodomy, and the Lash", Galerie Isabella Bortolozzi de Berlín (Alemanya)
2015: 14a Biennal d'Istanbul (Turquia).
2015: "The Gay Mafia is Real", Western Exhibitions, Chicago (EUA).
2015: "Si tu veux voir le monde, ferme tes yeux: Part 2", Argos, Brussel·les (Bèlgica).
2014: "Baudy", ADDS DONNA, Chicago (EUA).
2014: Locomotion Artists' Moving Image Festival 2014, Londres (Regne Unit).
2014: Biennal Whitney 2014 del Whitney Museum of American Art de Nova York (EUA).
2013: 4a Biennal d'Atenes (Grècia).
2013: "If Not Always Permanently, Memorably", Spike Island, Bristol (Regne Unit).
2012: "All That Shines Ain't No Gold", Rodeo Gallery, Istanbul (Turquia).
2012: transmediale 2012, Haus der Kulturen der Welt, Berlín (Alemanya).
2011: "Mouthing (The Sentient Limb) Arxivat 2016-04-22 a Wayback Machine.", Hyde Park Art Center de Chicago (EUA).
2011: 10a Biennal de Sharjah, Sharjah (Emirats Àrabs Units).
2010: "All Rag, No Bone", Mercer Union, Toronto (Canadà).
2010: "Cinema X: I Like to Watch", MOCCA (Museum of Contemporary Canadian Art), Toronto (Canadà).
2008: Videozone 4 (Biennal Internacional de Videoart), Centre d'Art Contemporani de Tel-Aviv (Israel).
2007: "Claire Savoie and Steve Reinke", VOX contemporary image, Mont-real (Canadà).
2006: Videozone 3 Arxivat 2013-10-11 a Wayback Machine. (Biennal Internacional de Videoart), Centre d'Art Contemporani de Tel-Aviv (Israel).
2005: "Regarding The Pain of Susan Sontag (Notes on Camp)", Galeria TPW (Toronto Photographers Workshop), Toronto (Canadà).
2003: UK/Canadian Film and Video Exchange, SLG (South London Gallery), Londres (Regne Unit).
2003: "Remembrance + The Moving Image Arxivat 2015-03-13 a Wayback Machine.", ACMI (Australian Centre for the Moving Image), Melbourne (Austràlia).
2001: 4e Manifestation Internationale Vidéo et Art Électronique, Société de Développement Angus, Mont-real (Canadà).
2001: "Oasis", Saidye Bronfman Centre for the Arts, Mont-real (Canadà).
1999: "Flaming Creatures: New Tendencies in Canadian Video", MSVU Art Gallery, Halifax (Canadà).
1998: Biennal de Mont-real.
1995: "Beauty #2", The Power Plant, Toronto (Canadà).
1993: "The Autobiographical Imperative: Series # 8 Arxivat 2016-04-21 a Wayback Machine.", Mercer Union, Toronto (Canadà).

## Premis
El 1997 se li va atorgar el premi Telefilm Canadà en el Images Festival pel vídeo "Everybody Loves Nothing". Set anys després, el 2004, va guanyar el premi al millor guió en el Festival Internacional de Curtmetratges Cinematexas per "Anthology of American Folk Song". El 2005 va aconseguir el premi al millor curt en vídeo en el Flex Festival per "The Mendi". Seguidament, el 2006, rep el premi Bell Canadà en videoart. Finalment, el 2009, altra vegada en el Images Festival, se li va concedir el Best Canadian Media Art Work pel vídeo "Boy/Analysis".